# 타이완원숭이
타이완원숭이 또는 대만원숭이(Macaca cyclopis)는 대만이 원주지인 마카크의 일종으로, 일본에 도입된 적이 있다. 포르모사바위마카크 또는 타이완마카크로도 알려져 있다. 사람을 제외하고, 타이완원숭이는 원주지인 대만에 사는 유일한 영장류다.

## 신체적 특징
타이완원숭이의 몸길이는 50-60 cm이고 몸무게는 5-12 kg이며, 일반적으로 암컷들이 작다. 꼬리는 알맞은 길이로 26-45 cm이다. 이 마카크 몸의 털 색깔은 갈색 또는 회색이다. 이 원숭이는 특징적으로 볼주머니와 같은 뺨을 지니고 있어서, 음식을 임시로 저장한다. 입 안에 넣은 음식은 나중에 안전한 곳에서 먹곤 한다.

## 생활 및 습성

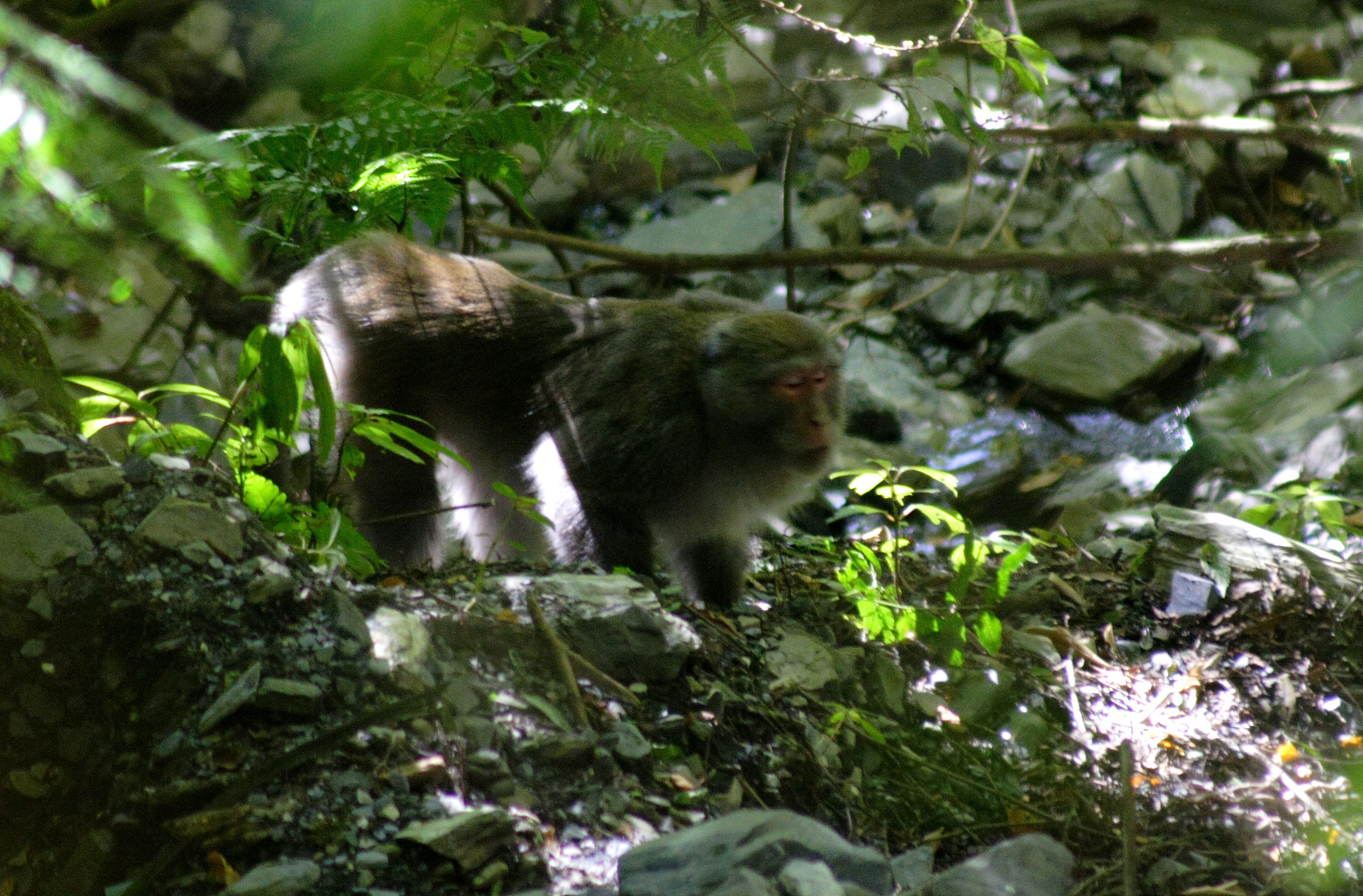
위샨 산길에서 발견되는 타이완원숭이

아시아 남부와 동부뿐만 아니라 아프리카 북서부에서 발견되는 마카크속의 22종의 원숭이 중에서, 포르모사마카크는 대만(면적: 36,000 km2)이 원주지이다. 포르모사바위원숭이는 침엽수와 활엽수가 섞인 온대 숲에서 살며, 또한 100-3600m 고도의 대나무 숲와 초원에서 산다. 마카크 사회 구조의 특징은 여러 마리의 수컷과 암컷들이 크고 안정적인 집단을 종종 형성하는 것이 일반적이다. 포르모사마카크는 다른 마카크속 종들과 비슷하게 암컷들이 서로 유대 관계를 지니는 것으로 간주된다. 쑤(Hsu)와 린(Lin)의 연구에 의하면, 전체 성비는 평균적으로 약 1:1이고, 성년의 성비는 평균 약 0.53에 근접한다. 성숙기를 지났음에도 짝을 짓지 않는 수컷들은 전체 개체수의 약 5%로 추산되며, 그들은 특히 짝짓기 철 동안에는 군집 내에서 서로 어울리는 것으로 보인다.
바위마카크는 주행성, 수목형 그리고 영역형 동물이다. 대부분을 나무 위에서 지내며, 그렇기 때문에 지상에 내려오는 일은 드물다. 이들은 숲에서 휴식을 취하며 초원에서 먹이를 구한다. 이들의 먹이는 과일과 부드러운 잎, 새싹, 풀의 줄기, 곤충, 달팽이 그리고 새알 등으로 구성되어 있다.

## 생식
포르모사바위마카크는 한 마리의 새끼를 낳는다. 발정기 동안에, 암컷의 회음부는 꼬리 밑까지 부풀어오르며, 또한 대퇴부를 따라서 부풀어오른다. 짝짓기 철은 10월부터 1월까지이다. 임신기간은 약 5.5개월간 지속된다. 암컷들은 봄과 여름 사이에 새끼를 낳는다. 새끼들은 전적으로 암컷들이 돌본다. 어미들은 어린 새끼들을 2-3개월 동안 품에 안아 돌본다. 새끼들은 한 살이 될 때까지는 부모들의 보살핌으로부터 완전히 벗어나지 않는 것으로 보인다.

## 보호 종
포르모사바위원숭이는 식용으로, 그리고 농작물 피해를 막기 위해 사냥된다. 또한 의학 실험용으로 쓰이기 위해 사냥되어 수출된다.